# Шевченко (Донецький район)
Шевче́нко — село в Україні, у Макіївській міській громаді Донецького району Донецької області. Населення становить 87 осіб. Відстань до райцентру становить близько 14 км і проходить автошляхом місцевого значення.

## Населення

### Мова
Розподіл населення за рідною мовою за даними перепису 2001 року:
| Мова       | Кількість | Відсоток |
| ---------- | --------- | -------- |
| російська  | 66        | 75.86%   |
| українська | 18        | 20.69%   |
| болгарська | 3         | 3.45%    |
| Усього     | 87        | 100%     |

За даними перепису 2001 року населення села становило 87 осіб, із них 20,69% зазначили рідною мову українську, 75,86% — російську та 3,45% — болгарську мову.